# Nokia X2-00

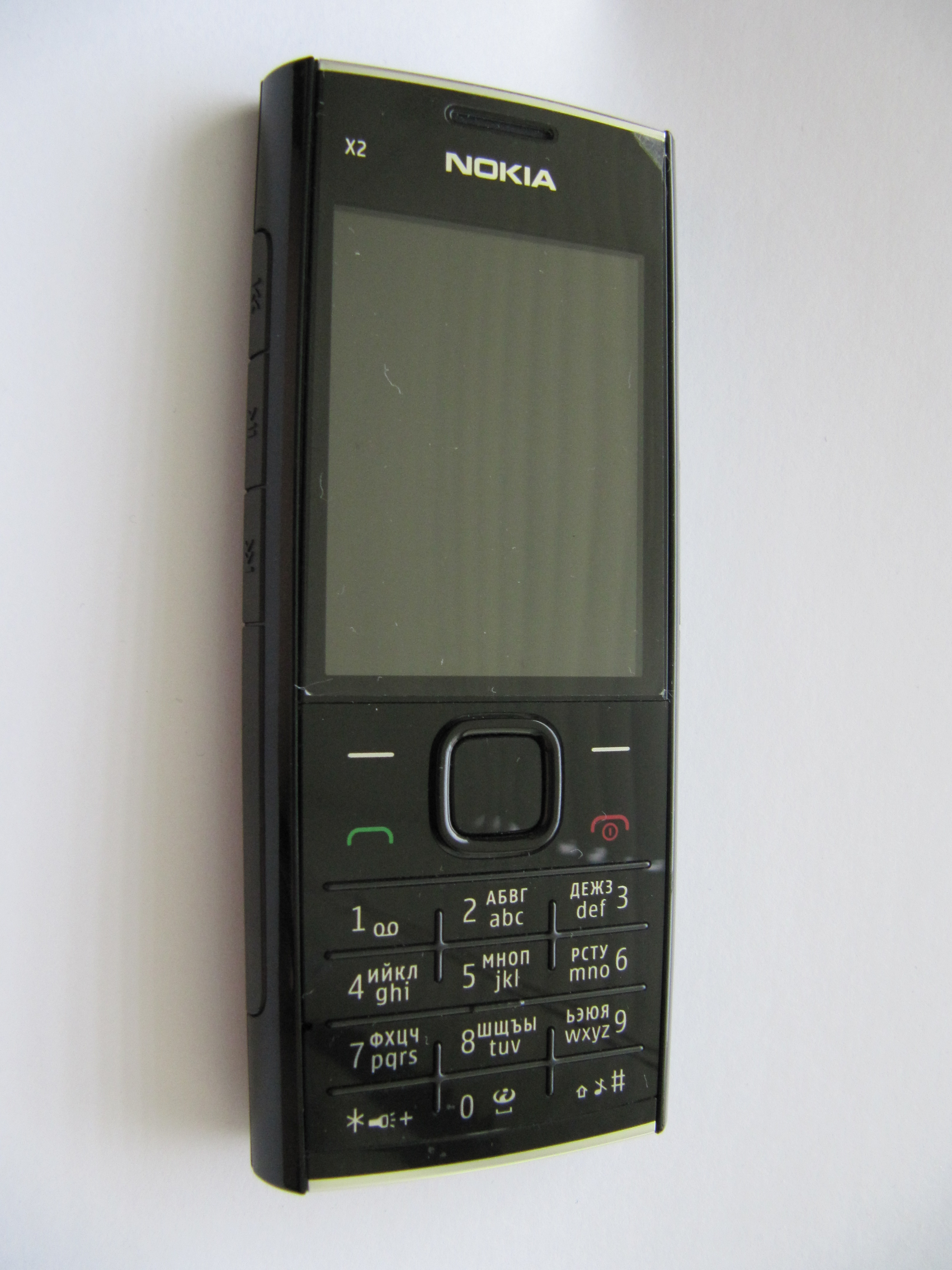
Nokia X2-00

El Nokia X2-00 es un teléfono móvil de gama media con características prestaciones musicales, como por ejemplo, la incorporación de potentes altavoces estéreo dobles, las teclas laterales dedicadas al manejo del reproductor de medios y la incorporación de una antena de radio FM interna, lo cual permite sintonizarla sin necesidad de audífonos. Todo esto en un móvil de bajo precio, principalmente enfocado al público joven, al no tan joven que pueda recelar de los nuevos teléfono inteligente táctiles y, en general, a quien busque principalmente alta calidad de audio estéreo y una buena cámara de 5mpx con flash led sin importarle mucho lo demás y todo a bajo coste. Su punto débil es la baja calidad de grabación de vídeo.

## Características

### Pantalla
La pantalla del Nokia X2-00 es de tipo TFT con un tamaño de 2.2", una resolución QVGA (320 x 240 píxeles) y una profundidad de color de 18 bits, es decir, admite hacer 2600.000 colores. Es bastante brillante y nítida, pero carece de un buen ángulo de visión.

### Plataforma
Este móvil cuenta con un sistema operativo llamado Series 40 (S40), el cual es considerado uno de los mejores para dispositivos de esta gama. Es muy personalizable y admite software escrito en J2ME (Java), por lo que es posible instalarle juegos o aplicaciones simples entre las que podemos destacar WhatsApp, Google Maps o el navegador Opera Mini. Un plan de datos es imprescindible para disfrutar de aplicaciones que se conectan a Internet como las mencionadas y así poder sacar el máximo rendimiento del dispositivo. Es muy importante actualizar el software del teléfono para aprovechar las mejoras en rendimiento y facilidad de uso.

### Multimedia
A pesar de ser un teléfono de bajo costo, cuenta con una cámara capaz de tomar fotografías de 5 Megapíxeles (2592 x 1544 píxeles) y grabar vídeo en resolución QVGA (320 x 240 píxeles) a 20 Fotogramas por Segundo. Además incluye zum digital de X4, reducción de ruido El X2-00 tiene 2 altavoces estéreo de alta potencia (61 cc) y un reproductor de medios muy completo con ecualizador para música y vídeos integrado. Este reproductor admite códecs MP3, AAC, eAAC, eAAC+ y WMA para audio; en cambio para vídeo soporta 3GP (H.263 & H.264), mp4, AVI y wmv, con el inconveniente de que no soporta vídeos que tengan mucha resolución, siendo necesario usar un software conversor para adaptarlos como el que integra las últimas versiones de Windows que aparece cuando intentas copiar un vídeo al dispositivo.

### Diseño
Es un teléfono muy liviano y delgado (83 g y 13 mm de espesor). Resalta su cubierta posterior de aluminio. Está disponible en colores negro. rojo, gris, blanco y azul.

### Curiosidades
En agosto de 2012 este celular salvo la vida de su usuario nada más y nada menos que salvándolo de una bala en una lucha rebelde.

### Caja
Dentro de la caja del Nokia X2-00 se encuentra lo siguiente:
- Teléfono móvil con microSD de 2GB incluida
- Batería BL-4C
- Cargador compacto Nokia AC-3
- Audífonos estéreo Nokia WH-205 (muy cómodos)
- Cable USB